# Vítkov (Česká Lípa)
Vesnice Vítkov (do roku 1946 německy Leskenthal) je od roku 1981 administrativní částí města Česká Lípa na východ od něj. Byl součástí 1 km vzdáleného Vlčího Dolu a autobusová zastávka v místě má označení „Česká Lípa, Vlčí Důl, křiž.“ a železniční zastávka „Vlčí Důl-Dobranov“.

## Historie
V letech 1770 až 1780 byl sousední Vlčí Důl rozparcelován a vznikla tak osada Leskenthal. Po roce 1850 byla součástí obce Götzdorf – (Božíkov). Božíkov je dnes součástí městečka Zákupy.
Úřední vyhláškou ze dne 22. března 1874 se Leskenthal odloučil od Božíkova jako osada Vlčího Dolu. Od 8. března 1912 byl ustanoven jako samostatná obec. Posledním rychtářem před rokem 1850 byli zaznamenáni v obecní kronice Josef Krause a starostou v letech 1930-5 Bartoloměj Krause. Po roce 1945 získala vesnička své dnešní pojmenování po svém prvním poválečném předsedovi Místního národního výboru Františku Vítovi. Dne 2. prosince 1949 byla obec sloučena s Vlčím Dolem. Od 1. ledna 1981 se stala městskou částí České Lípy.

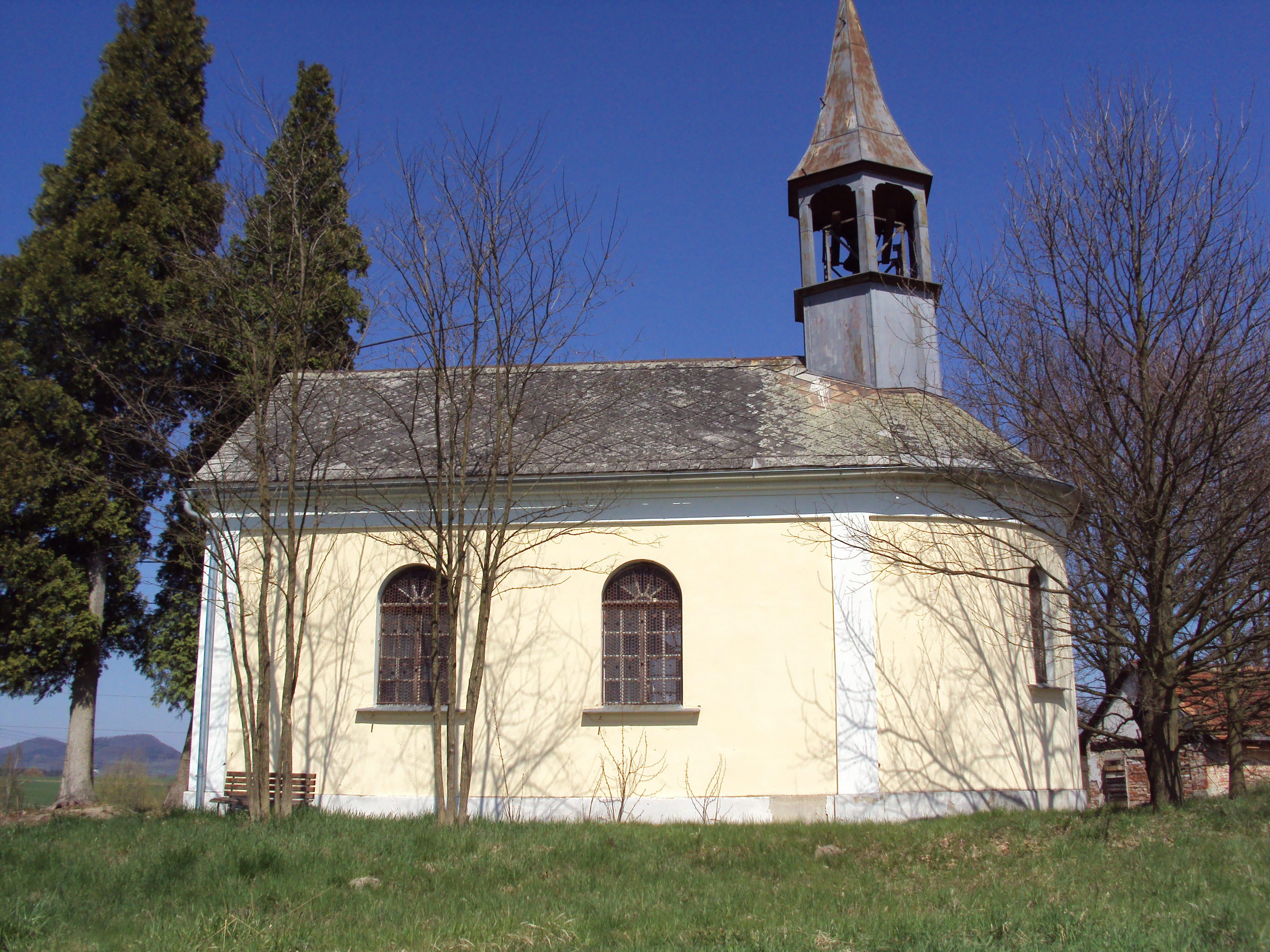
Kaple sv. Anny u Vítkova

## Další údaje
Půda je zde písčitá a neúrodná a tak se obyvatelé kdysi živili převážně předením a prací v okolních lomech. V současnosti zde žije 96 stálých obyvatel v 44 domech. Do obce, administrativně součásti České Lípy, vede vlakové i autobusové spojení. Železniční zastávka na katastru obce má označení Vlčí Důl - Dobranov, zde vedoucí železniční trať 086 vede z České Lípy do Liberce. Poblíž této zastávky je konečná stanice autobusové MHD, linky 218 z České Lípy, s označením Vítkov. Na pokraji obce při silničce do Vlčího Dolu je opuštěná kaple sv. Anny. Přes Vítkov nevede žádná turisticky značená pěší trasa pro pěší, po silničce pro auta a tělesu zrušené železniční tratě je vedena cyklotrasa 3054 z Provodína na Českou Lípu vč.cyklostezky Vlčí Důl. Severozápadně od Vítkova se nachází meandrující tok řeky Ploučnice, který je v těchto místech součástí rozsáhlé přírodní památky Niva Ploučnice u Žizníkova.

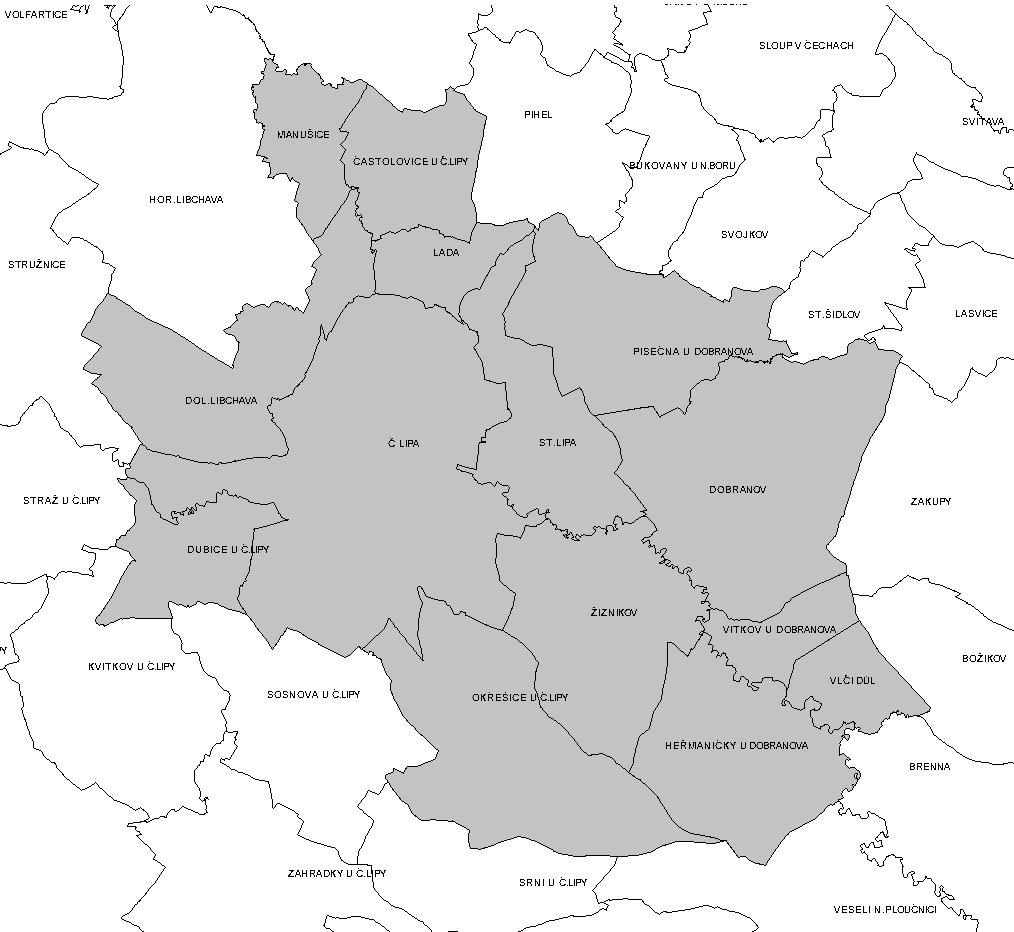
Katastrální členění České Lípy